# Radio Comunidad FM
Radio Comunidad es una radioemisora chilena, originaria de la comuna de Chillán Viejo, en la Región de Ñuble. Depende administrativamente del Centro Cultural y Artístico Violeta Parra de Chillán Viejo. Transmite de manera oficial desde el día 15 de abril de 1999. Su representante es el presidente de dicho centro cultural.